# Łań (gmina)
Łań – dawna gmina wiejska istniejąca do 1939 roku w woj. nowogródzkim (obecnie na Białorusi). Siedzibą gminy był Łań (559 mieszk. w 1921 roku).
Początkowo gmina należała do powiatu słuckiego. 1 sierpnia 1919 r. gmina weszła w skład nowo utworzonego powiatu baranowickiego pod Zarządem Cywilnym Ziem Wschodnich. 7 listopada 1920 r. została przyłączona do nowo utworzonego powiatu nieświeskiego pod Zarządem Terenów Przyfrontowych i Etapowych. 19 lutego 1921 r. wraz z całym powiatem weszła w skład nowo utworzonego województwa nowogródzkiego.
1 stycznia 1927 roku część obszaru gminy Łań włączono do Nieświeża. 1 października 1927 do gminy Łań przyłączono część obszaru zniesionej gminy Lisuny, natomiast część obszaru gminy Łań włączono do gmin Kleck i Snów.
Po wojnie obszar gminy Łań wszedł w struktury administracyjne Związku Radzieckiego.